# Schweizer Meisterschaften im Skilanglauf 2003
Die Schweizer Meisterschaften im Skilanglauf 2003 fanden vom 18. bis zum 21. Januar 2003 und am 29. und 30. März 2003 im Lötschental statt. Ausgetragen wurden bei den Männern die Distanzen 30 km und 50 km, sowie ein Doppelverfolgungsrennen und die 4 × 10 km Staffel. Bei den Frauen fanden die Distanzen 15 km und 30 km, sowie ein Doppelverfolgungsrennen und die 4 × 5 km Staffel statt. Zudem wurden Sprintrennen ausgetragen. Bei den Männern gewann Reto Burgermeister über 30 km, Christian Stebler über 50 km, David Romer in der Doppelverfolgung und die Staffel vom SC Marbach. Zudem siegte Peter von Allmen im Sprint. Bei den Frauen gewann Natascia Leonardi Cortesi über 15 km und 30 km, Andrea Senteler im Sprint, Andrea Huber in der Doppelverfolgung und die Staffel vom SC Davos.

## Männer

### Sprint Freistil
| Platz | Name                | Verein     |
| ----- | ------------------- | ---------- |
| 1     | Peter von Allmen    | SC Bex     |
| 2     | Christoph Eigenmann | Watwil     |
| 3     | Wilhelm Aschwanden  | SC Marbach |
| 4     | Corsin Rauch        | Zernez     |
| 5     | Andreas Waldmeier   | TG Hütten  |
| 6     | Andreas Buchs       |            |
| 7     | Thomas Suter        |            |
| 8     | Christophe Fresard  |            |

Datum: Samstag, 18. Januar 2003 im Lötschental

### 2 × 10 km Doppelverfolgung
| Platz | Name               | Verein     | Zeit (min) |
| ----- | ------------------ | ---------- | ---------- |
| 01    | David Romer        | Mols       | 52:52,2    |
| 02    | Christoph Schnider |            | 52:30,0    |
| 03    | Beat Koch          | SC Marbach | 52:33,3    |
| 04    | Gion-Andrea Bundi  | Rätia Chur | 52:38,0    |
| 05    | Remo Fischer       | Wald ZH    | 53:47,0    |
| 06    | Wilhelm Aschwanden | SC Marbach | 53:59,4    |
| 07    | Christian Stebler  | Bannalp    | 54:16,1    |
| 08    | Thomas Diezig      |            | 54:55,0    |
| 09    | Dominik Walpen     |            | 55:05,6    |
| 10    | Tino Mettler       |            | 55:12,8    |

Datum: Sonntag, 19. Januar 2003 im Lötschental

### 30 km klassisch
| Platz | Name               | Verein          | Zeit (std) |
| ----- | ------------------ | --------------- | ---------- |
| 01    | Reto Burgermeister | Pfäffikon       | 1:34:36,8  |
| 02    | Wilhelm Aschwanden | SC Marbach      | 1:34:51,5  |
| 03    | Urs Graf           | Aeschi          | 1:38:09,5  |
| 04    | Patrick Rölli      | SC Horw         | 1:38:10,0  |
| 05    | Christian Stebler  | Wolfenschiessen | 1:38:22,7  |
| 06    | Andreas Zihlmann   | SC Marbach      | 1:38:52,9  |
| 07    | Gion-Andrea Bundi  | Rätia Chur      | 1:40:45,1  |
| 08    | Simon Drayer       | SC Davos        | 1:41:08,4  |
| 09    | Andreas Romer      |                 | 1:41:18,9  |
| 10    | Tino Mettler       |                 | 1:41:55,8  |

Datum: Dienstag, 21. Januar 2003 im Lötschental

### 50 km Freistil
| Platz | Name               | Verein           | Zeit (std) |
| ----- | ------------------ | ---------------- | ---------- |
| 01    | Christian Stebler  | Wolfenschiessen  | 2:21:22,0  |
| 02    | Gion-Andrea Bundi  | Rätia Chur       | 2:22:17,5  |
| 03    | Patrick Rölli      | SC Horw          | 2:24:46,1  |
| 04    | Patrick Mächler    | Grenzwachtkorps  | 2:28:22,8  |
| 05    | Dominik Berchtold  | Grenzwachtkorps  | 2:28:49,8  |
| 06    | Mario Denoth       | Scuol            | 2:30:14,0  |
| 07    | Andreas Buchs      | Hochmatt im Fang | 2:32:56,8  |
| 08    | David Romer        | Mols             | 2:33:22,7  |
| 09    | Christoph Schnider | Flühli           | 2:33:53,2  |
| 10    | Arne Linert        | SC Einsiedeln    | 2:34:12,8  |

Datum: Samstag, 29. März 2003 im Lötschental

### 3 × 10 km Staffel
| Platz | Namen                                         | Verein          | Zeit (std) |
| ----- | --------------------------------------------- | --------------- | ---------- |
| 01    | Wilhelm Aschwanden Beat Koch Andreas Zihlmann | SC Marbach      | 1:25:34,2  |
| 02    | Dominik Walpen Thomas Diezig Patrick Mächler  | Grenzwachtkorps | 1:25:40,5  |
| 03    | Reto Burgermeister Thomas Frei Toni Livers    | SC Davos        | 1:27:15,6  |
| 04    |                                               | SC Bannalp      | 1:29:53,7  |
| 05    |                                               | Grenzwachtkorps | 1:30:58,5  |

Datum: Sonntag, 30. März 2003 im Lötschental

## Frauen

### Sprint Freistil
| Platz | Name                     | Verein            |
| ----- | ------------------------ | ----------------- |
| 1     | Andrea Senteler          | Klosters          |
| 2     | Seraina Mischol          | SC Davos          |
| 3     | Andrea Huber             | Alpina St. Moritz |
| 4     | Sandra Gredig            | SC Davos          |
| 5     | Nicole Kunz              | Lengnau           |
| 6     | Alexandra Crusius-Hasler |                   |
| 7     | Ines Schweizer           |                   |
| 8     | Sarah Zeiter             |                   |

Datum: Samstag, 18. Januar 2003 im Lötschental

### 2 × 5 km Doppelverfolgung
| Platz | Name             | Verein            | Zeit (min) |
| ----- | ---------------- | ----------------- | ---------- |
| 01    | Andrea Huber     | Alpina St. Moritz | 30:56,0    |
| 02    | Andrea Senteler  | Klosters          | 30:56,5    |
| 03    | Seraina Mischol  | SC Davos          | 30:58,0    |
| 04    | Cornelia Porrini | Wald ZH           | 30:58,7    |
| 05    | Nicole Kunz      | Lengnau           | 31:21,5    |
| 06    | Ursina Badilatti |                   | 31:32,3    |
| 07    | Seraina Boner    | SAS Bern          | 33:26,3    |
| 08    | Domenica Oswald  |                   | 33:26,7    |
| 09    | Martina Romer    |                   | 33:27,3    |
| 010   | Sandra Gredig    |                   | 33:37,3    |

Datum: Sonntag, 19. Januar 2003 im Lötschental

### 15 km klassisch
| Platz | Name                      | Verein    | Zeit (min) |
| ----- | ------------------------- | --------- | ---------- |
| 01    | Natascia Leonardi Cortesi | Poschiavo | 54:32,1    |
| 02    | Ursina Badilatti          |           | 56:23,3    |
| 03    | Cornelia Porrini          | Wald ZH   | 58:37,6    |
| 04    | Flurina Bott              |           | 59:53,0    |
| 05    | Nicole Kunz               | Lengnau   | 1:00:38,8  |
| 06    | Martina Romer             |           | 1:01:08,6  |
| 07    | Anita Weber               |           | 1:01:31,4  |
| 08    | Karin Zeller              |           | 1:01:42,2  |
| 09    | Manuela Dörflinger        |           | 1:02:14,3  |
| 010   | Silvia Egli               |           | 1:02:20,3  |

Datum: Dienstag, 21. Januar 2003 im Lötschental

### 30 km Freistil
| Platz | Name                      | Verein                | Zeit (std) |
| ----- | ------------------------- | --------------------- | ---------- |
| 01    | Natascia Leonardi Cortesi | Poschiavo             | 1:31:57,2  |
| 02    | Seraina Mischol           | SC Davos              | 1:39:27,4  |
| 03    | Ursina Badilatti          | Poschiavo             | 1:39:38,9  |
| 04    | Nicole Kunz               | Lengnau               | 1:39:46,4  |
| 05    | Flurina Bachmann          | SC Bernina Pontresina | 1:40:48,6  |
| 06    | Ines Schweizer            |                       |            |
| 07    | Flurina Bott              |                       |            |
| 08    | Seraina Boner             | SAS Bern              |            |
| 09    | Domenica Oswald           |                       |            |
| 010   | Emilie Guisolan           |                       |            |

Datum: Samstag, 29. März 2003 im Lötschental

### 3 × 5 km Staffel
| Platz | Namen                                           | Verein        | Zeit (min) |
| ----- | ----------------------------------------------- | ------------- | ---------- |
| 01    | Seraina Mischol Sandra Gredig Saskia Bösch      | SC Davos      | 47:28,3    |
| 02    | Theres Klaesi Cornelia Porrini Nathalie Kessler | SC am Bachtel | 49:37,1    |
| 03    | Käthy Aeschlimann Barbara Zihlmann Silvia Egli  | SC Marbach    | 50:47,2    |

Datum: Sonntag, 30. März 2003 im Lötschental